# Isabeli Fontana
Isabeli Bergossi Fontana (Curitiba, Paraná; 4 de juliol de 1983) és una model brasilera coneguda pel seu treball amb marques com Victoria's Secret.

## Biografia

### Primers anys
Fontana va néixer a Curitiba, filla de Maribel Bergossi i Antonio Carlos Fontana. Té ascendència italià i portuguesa. Amb només 13 anys va arribar a la final de l'Elite Model Look de 1996. L'any següent es va traslladar a Milà, Itàlia.

### Carrera professional
El 1999, als 16 anys, va aparèixer al catàleg de roba interior de Victoria's Secret. El rodatge va causar polèmica, ja que la marca havia declarat que no utilitzarien models menors de 18 anys. Poc després va ser fitxada per Versace, Ralph Lauren i Valentino i des de llavors va posar per a publicacions com Sports Illustrated, Marie Claire, Elle, Vogue, Harper's Bazaar, Numéro, I-D, Arena i moltes altres.
Fontana ha estat la cara de diverses campanyes publicitàries com Shiatzy Chen, Armani Jeans, Chanel, Bulgari, Colcci, Disritmia, Dolce & Gabbana, Emporio Armani, Enrique Martinez, Escada, H&M, Helena Rubinstein, Hugo Boss, Hussein Chalayan, Leonisa, Massimo Dutti, Mango, M. Officer, Nicole Farhi, Oscar de la Renta, Peter Hahn, Philips, Ralph Lauren, Revlon, Roberto Cavalli, Rosa Chá, Saks Fifth Avenue, Tommy Hilfiger, Triton, Valentino, Versace, Victoria's Secret, Vivara i altres. Ha participat en diverses desfilades des de principis dels anys 2000 juntament amb les supermodels Fernanda Tavares, Gisele Bündchen, Carmen Kass, Angela Lindvall, Ana Beatriz Barros, Julia Stegner, Izabel Goulart, entre d'altres.
Fotografiada per Steven Meisel, va aparèixer a la portada de setembre de 2004 de Vogue com una de les "Models del moment". El maig de 2009 va ser nomenada "Cara del Moment" per la mateixa revista. El 2008, Fontana va debutar a la llista de Forbes de les 15 models amb més ingressos, en la posició número 11, després d'haver guanyat 3 milions de dòlars. Ha aparegut al Calendari Pirelli en diverses ocasions, inclosa l'edició de 2011, que incloïa models fent de déus grecs i romans, fotografiats per Karl Lagerfeld. Aquell 2011 va formar part del jurat de Miss Univers. Fontana va ser la imatge de la fragància Flowerbomb de Viktor & Rolf el 2014, així com de la Goldea de Bvlgari des del 2015.

### Vida personal
En la seva joventut, Fontana va assistir a una escola catòlica al districte de Portão de Curitiba. Sovint se la veu fent el senyal de la creu a les imatges. No obstant això, no es considera gaire religiosa.
Va estar casada amb el model Álvaro Jacomossi però es van divorciar el 2004. El fill de la parella, Zion, va néixer l'any 2003. Fontana va contraure matrimoni novament amb l'actor i model Henri Castelli el 10 de desembre de 2005, i el seu fill Lucas va néixer el 23 d'octubre de 2006 a São Paulo. Fontana i Castelli es van divorciar el 2007. Va comprometre's amb Rohan Marley, però la relació va trencar-se a principis de 2013, abans de pasar per l'altar. L'any 2016 va casar-se per tercer cop, amb el cantant brasiler Di Ferrero.
El 2021 va obtenir la nacionalitat italiana.

## Filmografia
| \| Any \| Títol \| Rol \| \| ---- \| -------------- \| --------------------------- \| \| 1998 \| Torre de Babel \| Ella mateixa \| \| 2005 \| Belíssima \| Ella mateixa \| \| 2010 \| A Vida Alheia \| Verônica Moyana \| \| 2010 \| Passione \| Ella mateixa \| \| 2011 \| Aline \| Princesa Léa \| \| 2015 \| Hidden Truths \| Ella mateixa (Angel Parade) \| | - São Paulo Fashion Week, 2011 - 66è Festival de Canes, 2013 |                             |
| Any | Títol                                                        | Rol                         |
| 1998 | Torre de Babel                                               | Ella mateixa                |
| 2005 | Belíssima                                                    | Ella mateixa                |
| 2010 | A Vida Alheia                                                | Verônica Moyana             |
| 2010 | Passione                                                     | Ella mateixa                |
| 2011 | Aline                                                        | Princesa Léa                |
| 2015 | Hidden Truths                                                | Ella mateixa (Angel Parade) |